# 塩化テトラブチルアンモニウム
塩化テトラブチルアンモニウム（えんかテトラブチルアンモニウム、英: Tetrabutylammonium chloride）は、分子式が[(CH
3CH
2CH
2CH
2)
4N]+
Cl−
で表される有機化合物で、[Bu
4N]Clと略される。ここで、Buはn-ブチルを意味する。白色の水溶性固体であり、塩化物を含んだ第四級アンモニウム塩である。他のテトラブチルアンモニウム塩の前駆体である。
テトラブチルアンモニウムの供給源としては、塩化物よりも吸湿性が低い臭化テトラブチルアンモニウムが選好される。